# Michal Sipľak
Michal Sipľak (ur. 2 lutego 1996 w Bardejowie) – słowacki piłkarz, występujący na pozycji obrońcy, od 2025 w klubie Tatran Preszów.

## Kariera klubowa
Wychowanek Partizána Bardejów, w swojej karierze grał także w takich zespołach jak Slovan Bratysława, Zemplín Michalovce i Cracovii (w 2023 przeniesiony do jej rezerw). 25 maja 2023 trener Cracovii Jacek Zieliński potwierdził odejście Sipľaka z klubu po sezonie 2022/2023. 30 czerwca 2023 zawodnik podpisał dwuletni kontrakt z Górnikiem Zabrze.

## Sukcesy

### Cracovia
- Puchar Polski: 2019/2020
- Superpuchar Polski: 2020